# Marstal Handelsplads Kommune
Marstal Handelsplads Kommune på Ærø var en dansk kommune i Svendborg Amt fra 1867 til 1970. Kommunen bestod fra 1867 til 1962 af Marstal by. Per 1. april 1962 blev Marstal Landsogn Kommune, som havde omfattet den del af Marstal Sogn som lå udenfor Marstal by, indlemmet i kommunen.
Kommunen blev oprettet 1. april 1867 efter Ærø ved fredsslutningen efter 2. slesvigske krig var blevet  overført fra Hertugdømmet Slesvig til Kongeriget Danmark. Kommunen var en såkaldt handelsplads som var en kommune som var en slags mellemting mellem en købstadskommune og en landkommune. Handelspladser var på nogle områder ligestillet med en kødstad, men indgik i modsætning til købstæder i en amtskommune, og borgerne i kommunen kunne stemme ved amtsrådsvalg.
Øen Birkholm, som før havde tilhørt Drejø Kommune, blev den 1. april 1964 indlemmet i Marstal Handelsplads Kommune. Ved kommunalreformen i 1970 blev Marstal Handelsplads Kommune til Marstal Kommune. Marstal Kommune blev i 2006 sammenlagt med Ærøskøbing Kommune til Ærø Kommune.